# Excursión geomagnética

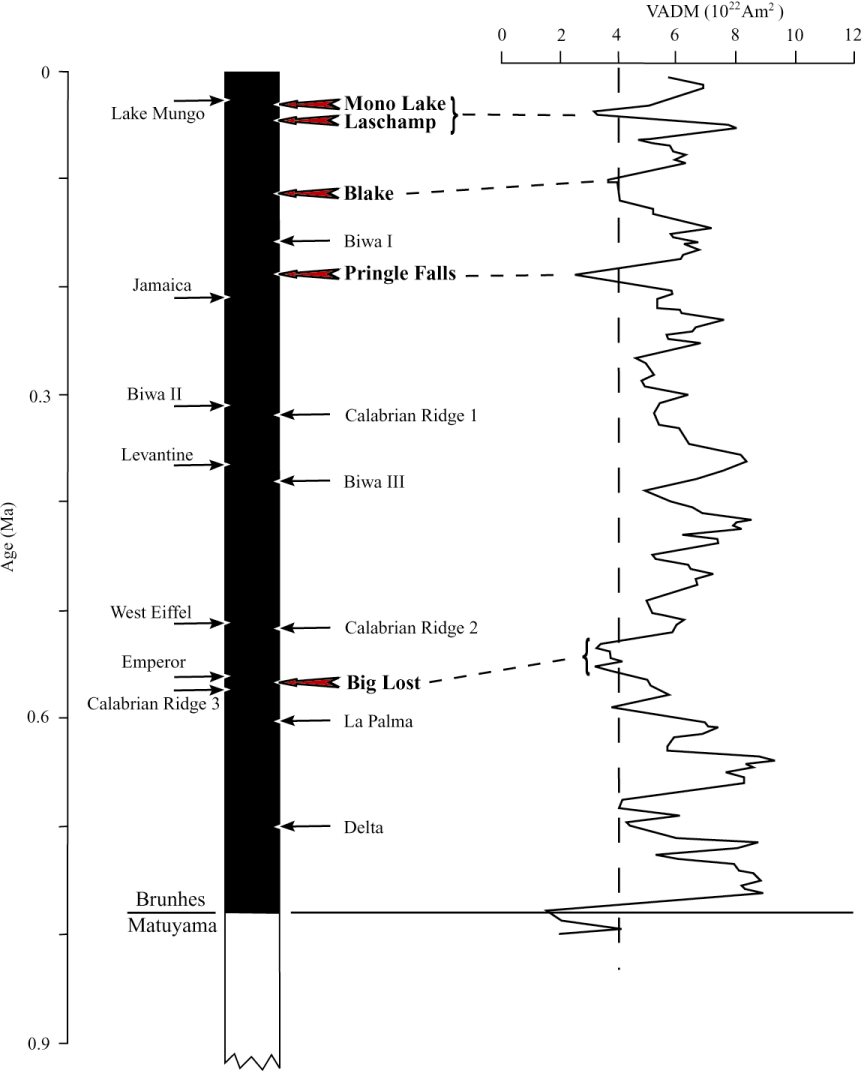
Brunhes geomagnetism western.

Una excursión geomagnética, de manera similar a una reversión geomagnética, es un cambio significativo del campo magnético terrestre. Sin embargo a diferencia de las inversiones, la excursión no representa un cambio permanente de la orientación en gran escala del campo, sino que es un cambio dramático, de una duración relativamente corta en el cual disminuye la intensidad del campo, acompañado por una variación en la orientación del polo magnético de hasta 45 grados con respecto a su orientación previa. Estos eventos, que por lo general duran unos pocos miles a decenas de miles de años, a menudo están acompañados de una disminución de la intensidad del campo a valores del 0 al 20% del valor normal. A diferencia de las inversiones, las excursiones no se manifiestan en todo el globo terrestre. Esto se debe en parte a que no dejan registros apropiados en sedimentos, pero muy probablemente también porque no abarcan a todo el campo magnético terrestre. Una de las primeras excursiones en ser estudiada es el evento de Laschamp, fechado hace unos 40,000 años. Dado que ha sido posible observar registros de este evento en distintos sitios del globo terrestre, existe la teoría que el mismo es uno de los pocos ejemplos de una excursión verdaderamente global.

## Causas
Los científicos poseen opiniones diversas y divididas sobre las causas de las excursiones geomagnéticas. La teoría dominante es que las mismas son un aspecto inherente de los procesos de dínamo que mantienen el campo magnético de la Tierra. En simulaciones con modelos numéricos por computadora se ha observado que las líneas del campo magnético a veces se pueden desorganizar y adoptar formas complejas producto de los movimientos caóticos del metal líquido en el núcleo de la Tierra. En estas circunstancias, esta organización espontánea puede causar una disminución del campo magnético tal como se lo percibe sobre la superficie de la Tierra. En realidad, en este escenario, la intensidad del campo magnético de la Tierra en el núcleo no se modifica en gran medida, sino que la energía es transferida de una configuración tipo dipolo a un momento multipolar de orden mayor el cual decae más rápidamente con la distancia desde el núcleo de la Tierra, de forma tal que dicho campo magnético se manifieste sobre la superficie de la Tierra con una intensidad mucho menor, aun cuando no existan cambios significativos en la intensidad del campo profundo. Esta teoría se encuentra en parte confirmada por la información sobre desorganizaciones espontáneas que se han observado en el campo magnético solar. Sin embargo, este proceso en el Sol invariablemente conduce a una inversión del campo magnético solar (véase: ciclo solar), y nunca se ha observado que el campo se reponga sin que ocurran cambios a gran escala en la orientación del campo.
En sus trabajos David Gubbins ha sugerido que las excursiones se producen cuando el campo magnético se invierte solo en el núcleo externo líquido; mientras que las inversiones se producen cuando el núcleo interno también se ve afectado. Esta teoría coincide con las observaciones de los eventos en el chron actual las inversiones se desarrollan en periodos de 3–7000 años, mientras que las excursiones por lo general se extienden por unos 500–3000 años. Sin embargo, esta escala temporal no es válida para todos los eventos, y se ha argumentado sobre la necesidad de otros mecanismos para explicar la generación de campos, dado que los modelos matemáticos indican que los cambios pueden generarse de manera espontánea.